# Renaud Garcia-Fons
Pour les articles homonymes, voir García, Fons et García-Fons.

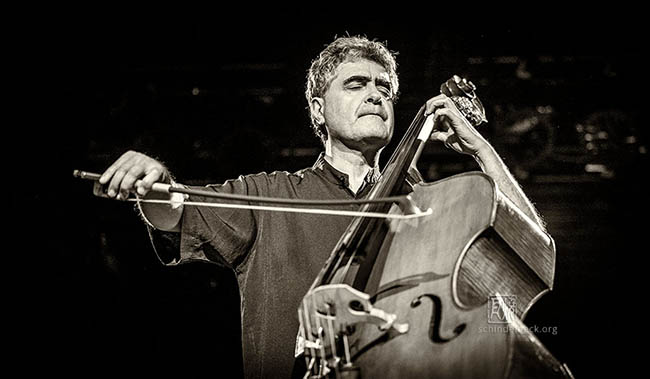
Renaud Garcia-Fons, double bass by Frank Schindelbeck

Renaud Garcia-Fons, né à Paris le 24 décembre 1962, est un contrebassiste et compositeur français connu notamment pour son jeu innovant et l'utilisation d'une contrebasse à cinq cordes,.
Fils du peintre Pierre Garcia-Fons, sa famille est d'origine catalane.

## Sa carrière
Débutant dans la musique par le piano et la guitare classique, Garcia-Fons intègre au début des années 1980 le Conservatoire national supérieur de musique de Paris et étudie avec François Rabbath et Jean-Pierre Logerot qui lui enseignent les techniques de jeu arco. Renaud Garcia-Fons est connu pour son immense virtuosité, son sens mélodique méditerranéen et sa sonorité s'approchant de celle d'un violon.
Garcia-Fons n'est pas seulement influencé par la musique jazz et classique, mais également par le flamenco et les musiques folkloriques et traditionnelles.
Il commence à jouer du jazz dans l'ensemble du trompettiste Roger Guérin. De 1987 à 1993, il fait partie de l'ensemble formé uniquement de contrebasses L'Orchestre de Contrebasses avant de jouer dans l'Orchestre national de jazz dirigé par Claude Barthélemy. Son style très ouvert et particulier le fait collaborer - outre ses propres projets - avec de nombreux musiciens comme Jean-Louis Matinier, Michael Riessler, Nguyên Lê, Gérard Marais, Michel Godard, Gerardo Núñez, et également avec le chanteur Paul Simon, ou avec des musiciens orientaux comme Kudsi Erguner, Dhafer Youssef, ou encore Cheb Mami. Il collaborera également plusieurs années avec la chanteuse grecque Angélique Ionatos.
Dans son parcours musical à la rencontre des musiques du monde, Renaud Garcia-Fons s'intéresse aux musiques orientales et plus particulièrement à celle du maître du tanbur iranien Ostad Elahi, y trouvant une source d'inspiration pour ses compositions comme notamment Hommage à Ostad (CD Oriental Bass) et Voyage à Jeyhounabad (CD/DVD SOLO The Marcevol Concert). Son intérêt pour cette musique l'a amené en 2019 à participer, à l'invitation du Metropolitan Museum de New-York, à un concert-hommage organisé dans le prolongement de l'exposition : le luth sacré, l'art d'Ostad Elahi(2014-2015).
En 2009, le Award de la Performance Solo lui est décerné par l'International Society of Bassists.
Parallèlement à sa carrière de soliste, Renaud Garcia-Fons développe depuis plusieurs années un travail de composition. Il écrit différentes pièces pour Quatuor à cordes à l’initiative de France Musique pour l'émission Alla Breve. Il crée pour le Scottish Chamber Orchestra et l’Ensemble de Basse-Normandie Mundus Imaginalis. Il compose le générique de l’émission de France Culture Les Racines du Ciel. Sur la scène internationale, il joue régulièrement avec ses différentes formations dans les plus grands Festivals de Jazz. En juillet 2009, le Festival international de jazz de Montréal l’invite pour une carte Blanche de 3 concerts.
En 2010, il obtient le prix Echo Deutscher MuzikPreis Jazz du meilleur instrumentiste international (basse / guitare), pour son album Linea Del Sur et en 2012 le Giraldillo de l'interprétation musicale à la Biennale de Séville pour sa participation au spectacle Sin Muros de Dorantes. En 2011, il obtient pour la deuxième fois le prix Echo Deutscher MusikPreis Jazz du meilleur instrumentiste international (basse / guitare), pour son album Méditerranées, conçu à la demande de Françoise Marchesseau et Frédéric Leibovitz pour le label d'illustration musicale Cézame.
En 2012, conjointement avec le réalisateur Nicolas Dattilesi, le prix Echo Deutscher MusikPreis du meilleur DVD musical de l'année lui est décerné pour le DVD SOLO The Marcevol Concert.
Renaud Garcia-Fons reçoit le Prix de la meilleure musique originale au Festival de Luchon 2014 des créations télévisuelles pour le film de Marion Sarraut Premier été.
Il remporte le BMW Welt Jazz Award 2017 ainsi que le prix du public avec son trio La vie devant soi en compagnie de David Venitucci et Stephan Caracci.
Fruit d'une collaboration de plusieurs années avec la luthiste Claire Antonini, il publie en 2019 l'album en duo Farangi, du Baroque à l'Orient.
Il reçoit le Grand Prix SACEM du jazz 2021

## Discographie
- Légendes, 1992[1]
- Alboreá, 1995
- Suite Andalouse, 1995 (avec Pedro Soler)
- Oriental Bass, 1997
- Free songs, 1999 (avec Gérard Marais)
- 3 trios, 1999 (avec Nguyên Lê et Mino Cinelu)
- Fuera, 1999 (avec Jean-Louis Matinier)
- Acoustic songs, 2000 (avec Gérard Marais)
- Bakida, 2000 (disque de Nguyên Lê, Paolo Fresu et Dhafer Youssef, avec Tino di Geraldo)
- Navigatore, 2001
- Entremundo, 2004
- Arcoluz, 2006
- La Línea del Sur, 2009[3]
- Méditerranées, 2010[8]
- Solo - The Marcevol Concert, 2012
- Beyond the double bass, 2013, CD/DVD, inclus le film documentaire de Nicolas Dattilesi
- Silk Moon, 2014, en duo avec Derya Türkan (tr), e-motive records
- Paseo a dos, 2015, en duo avec le pianiste David Dorantes, e-motive records
- La vie devant soi, 2017[9], en trio avec David Venitucci et Stéphan Caracci, e-motive records
- Farangi, du baroque à l'orient, 2019, en duo avec la luthiste Claire Antonini, e-motive records
- Le souffle des cordes, 2021, octet de cordes, e-motives records
- Cinematic Double Bass, Music for Imaginary Films, 2023, double album, CD1 In a Jazzy Mood, CD2 In a Spirit of Travel, RGF/Cezame records
- Blue Maqam,2024, en quartet avec Solea Garcia-Fons, chant, Stéphan Caracci, vibraphone, Jean-Luc Di Fraya, percussions. Label Sound Surveyor. "CHOC" Jazz Magazine

## Autres participations
- Momentum Mobile, avec Michael Riessler, 1994
- Honig und Asche, avec Michael Riessler, 1998
- Malak, avec Dhafer Youssef, 2001
- Taj Mahal, avec Kudsi Erguner, 2001
- Castel del Monte, avec Michel Godard, 2001
- Yo, avec Silvana Deluigi, 2002
- Minstrel's Era, avec Derya Türkan et Ugur Isik, 2006
- Fragile Beauty, avec Huong Thanh et Nguyên Lê, 2007
- Invisible Blue, avec Erick Benzi, 2010
- Sin Muros, avec David Dorantes, 2011
- You are my home, Françoise Hardy, 2018
- In the blue light, Paul Simon, 2018

## Musiques pour l'image
- Documentaire Sur le terre comme au ciel de Maryse Bergonzat (1997)
- Documentaire La Voute - Guedelon de Benoît Milot (2012)
- Téléfilm Premier été de Marion Sarraut (2013)
- Téléfilm Meurtres à l'île d'Yeu de François Guérin (2014)
- Téléfilm Le pacte sacré de  Marion Sarraut (2016)
- Long métrage Es war ein mal in Deutschland de Sam Garbarski (2017)
- Documentaire Les mémoires du ciel de Nicolas Dattilesi (2020)
- Documentaire Dans les arcanes du vivant de Bernard Martino et Nicolas Dattilesi (2021)